# Боет Сидонський
Боет Сидонський (грец. Βοηθός; II ст. до н. е.) — філософ-стоїк з Сидону, учень Діогена Вавилонського.
На противагу звичайним поглядам стоїків заперечував уявлення про світ як живий організм, вважаючи, що не весь світ, а тільки ефір або сфера зірок божественна. Він оскаржував, що світ був вічним, зокрема, відкидав стоїчну космічну пожежу, оскільки бог або Світова душа не беруть участь в ньому, і божественне провидіння здійснюється в реальному світі.
Серед його праць були Про природу й Про фатум. Він написав коментарі до творів Арата, що складаються принаймні з чотирьох томів.